# Єжи Гондорф
Єжи Гондорф (пол. Jerzy Hondorf або Hondorff; ? — не раніше 1770) — шляхтич та військовик Речі Посполитої, посідач маєтностей в українських землях Корони. Представник роду Гондорффів гербу Набрам.

## Життєпис
Походив з родини шляхтичів-військовиків. Батько — Ян Кшиштоф (Йоган Кристоф) — мав ранг генерал-майора коронних військ, відзначився в боях проти татарів під час битв під Журавним, Віднем (1683). За вірну службу отримав маєтності Водники та Пліхів, які в 1718 році відступив синові. Мати — дружина батька Францішка Карч.
Замолоду служив у пруському війську. У 1737 році Єжи Гондорф за дозволом короля Августа ІІІ відступив спадкові Водники і Пліхів князям Чорторийським за 30000 злотих польських. У 1740-х роках село Пронятин було в його дожиттєвому посіданні. 19 листопада 1743 року за дозволом Авґуста ІІІ передав права доживоття на село (також на Кутківці) познанському воєводі, коронному гетьману Юзефові Потоцькому.
Посади, звання: інфляндський стольник, підполковник піхоти (продав підполковництво та командування корогвою в 1752 році), з 1760 року генерал-майор.
У 1738 році призначений комендантом Станиславівської, у 1746 — Львівської твердинь. Мав прихильне ставлення гетьмана Юзефа Потоцького, який у 1739 році вислав його з посольством до цариці Анни Йоанівни.
Помер не раніше 1770 року.